# Deutsche Tourenwagen Meisterschaft 1993

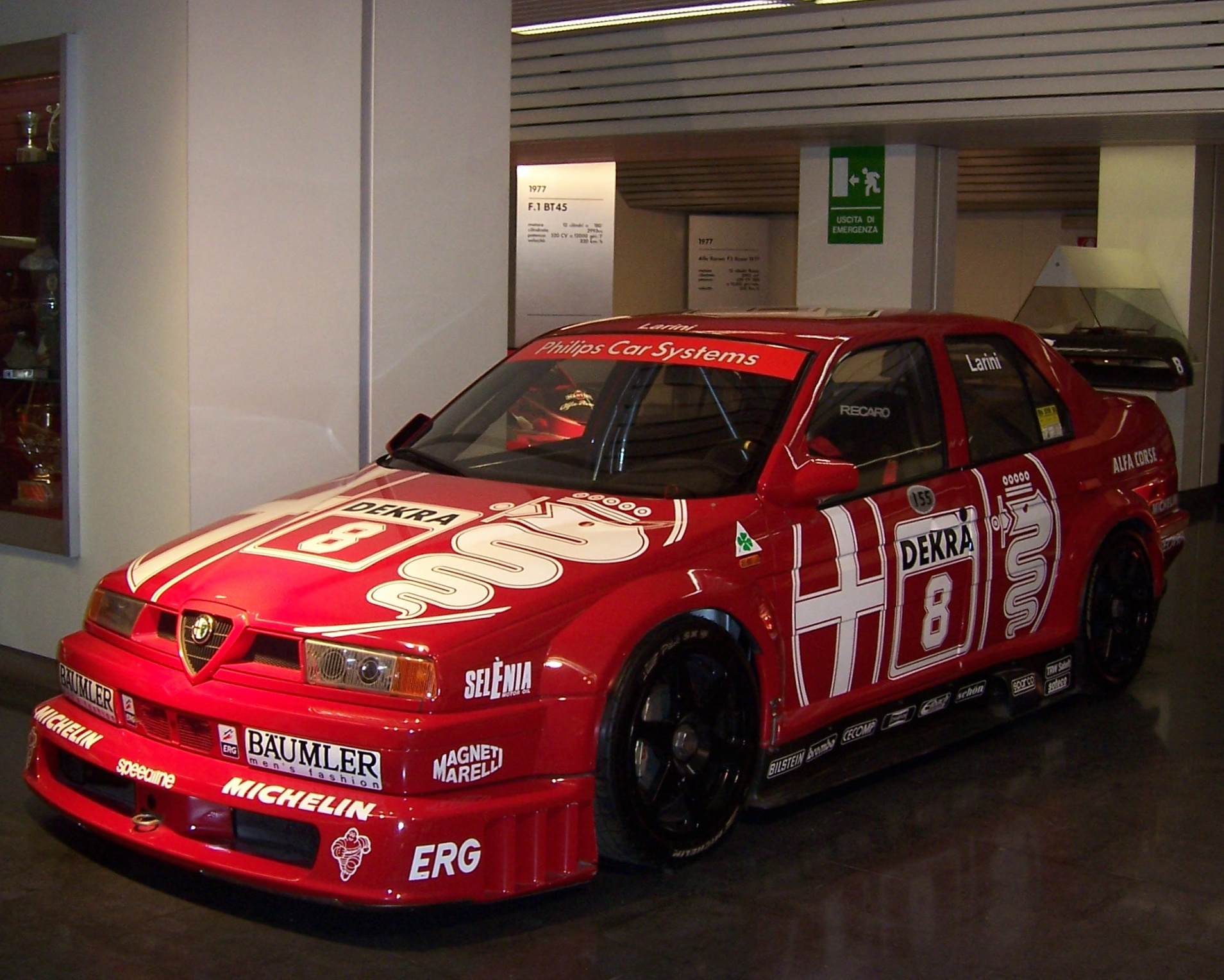
L'Alfa Romeo 155 V6 TI del vincitore Nicola Larini

Il Deutsche Tourenwagen Meisterschaft 1993 è stata la decima edizione del DTM ed ha avuto inizio il 4 aprile. È stato il primo anno, dove nel DTM fu utilizzato il nuovo regolamento FIA classe Auto 1 Turismo, che limitano i motori ad un massimo di sei cilindri con una cilindrata di 2,5 litri. Il Campionato fu un successo per l'Alfa Romeo al debutto nel DTM con la 155. Il pilota italiano Nicola Larini vincerà il titolo.

## Team e piloti partecipanti
| No. | Pilota             | Vettura                                           | Team               | Note       |
| --- | ------------------ | ------------------------------------------------- | ------------------ | ---------- |
| 1   | Klaus Ludwig       | Mercedes 190E 2.5-16 Evo II Mercedes 190E Class 1 | AMG-Mercedes       |            |
| 2   | Ellen Lohr         | Mercedes 190E 2.5-16 Evo II Mercedes 190E Class 1 | AMG-Mercedes       |            |
| 3   | Kurt Thiim         | Mercedes 190E 2.5-16 Evo II Mercedes 190E Class 1 | Zakspeed           |            |
| 4   | Jörg van Ommen     | Mercedes 190E 2.5-16 Evo II Mercedes 190E Class 1 | Zakspeed           |            |
| 6   | Keke Rosberg       | Opel Calibra V6 4x4                               | Joest              | Gare 19-20 |
| 7   | Alessandro Nannini | Alfa Romeo 155 V6 TI DTM                          | Alfa Corse         |            |
| 8   | Nicola Larini      | Alfa Romeo 155 V6 TI DTM                          | Alfa Corse         |            |
| 10  | Harald Becker      | BMW M3 Sport Evolution                            | Linder             |            |
| 11  | Bernd Schneider    | Mercedes 190E 2.5-16 Evo II Mercedes 190E Class 1 | AMG-Mercedes       |            |
| 12  | Roland Asch        | Mercedes 190E 2.5-16 Evo II Mercedes 190E Class 1 | AMG-Mercedes       |            |
| 14  | Christian Danner   | Alfa Romeo 155 V6 TI DTM                          | Schübel            |            |
| 15  | Giorgio Francia    | Alfa Romeo 155 V6 TI DTM                          | Schübel            |            |
| 16  | Uwe Alzen          | Mercedes 190E 2.5-16 Evo II                       | Persson Motorsport |            |
| 17  | Olaf Manthey       | Mercedes 190E 2.5-16 Evo II                       | Persson Motorsport |            |
| 18  | Kurt König         | BMW M3 Sport Evolution                            | Auto Maass         |            |
| 20  | Alexander Grau     | Mercedes 190E 2.5-16 Evo II                       | DTM-Junior-Team    |            |
| 23  | Stig Amthor        | Mercedes 190E 2.5-16 Evo II                       | DTM-Junior-Team    |            |
| 25  | Volker Strycek     | Opel Omega 3000 24V Evo                           | Kissling           |            |
| 32  | Josef Venc         | BMW M3 Sport Evolution                            | Kaucuk             |            |
| 44  | Markus Oestreich   | Mercedes 190E 2.5-16 Evo II                       | Persson            | Gare 15-16 |

## Resoconto delle gare

### Zolder - 04/04/1993

Il circuito di Zolder

Il 4 aprile 1993 prende il via la stagione agonistica del campionato sulla pista belga di Zolder sotto una pioggia battente, condizione meteorologica che avvantaggia le vetture italiane dotate della trazione integrale; Nicola Larini scatta dalla pole position che ha ottenuto al sabato sulla pista asciutta dopo una serrata lotta con l'alfiere della Mercedes-Benz Bernd Schneider. All'accensione del semaforo verde Larini riesce a mantenere la prima posizione mentre il suo compagno di squadra Alessandro Nannini, partito terzo, scavalca Schneider dopo le prime curve e tenta il ricongiungimento con Larini. Alle loro spalle una spettacolare gara in rimonta di Christian Danner con l'Alfa del Team Schubel e del campione in carica Klaus Ludwig con la Mercedes 190E Evo-2. Nannini supera Larini, ma dopo un brusco rallentamento è costretto al ritiro. Larini quindi si invola verso la prima vittoria al debutto nel campionato e per l'Alfa Romeo è doppietta con Danner secondo.
Per la seconda gara Nannini è costretto a partire ultimo con la vettura di riserva, mentre Giorgio Francia, alla guida della seconda Alfa Romeo del Team Schubel, è subito costretto al ritiro. Larini, invece, comanda la corsa senza difficoltà con un ampio margine di sicurezza sul compagno di marca Danner: i due fanno gara a sé distanziando tutti gli avversari, fino al traguardo che tagliano in prima e seconda posizione come nella prima gara e vengono raggiunti sul podio da Nannini che conquista un insperato terzo posto grazie a una serie di sorpassi, completando così un podio tutto Alfa Romeo.

### Hockenheim (Circuito Corto) - 18/04/1993

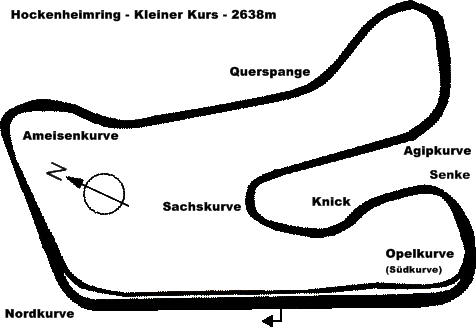
Il tracciato corto di Hockenheim

La seconda gara si corre sul tortuoso circuito corto di Hockenheim, che si sviluppa intorno al rettilineo di partenza e al "Motodrom", dove a partire in pole position questa volta è Nannini davanti a Larini. Dopo i primi giri si ritira Klaus Ludwig che era terzo e in testa si forma un terzetto Alfa con Christian Danner alle spalle dei due piloti ufficiali. Le Alfa, pur essendo rapidissime (soprattutto con Larini che fa segnare il giro più veloce della gara), hanno problemi agli pneumatici e una alla volta sono costrette a fuoripista e soste per la sostituzione delle ruote che le relegano all'ottavo, al nono e al tredicesimo posto della classifica finale. Bernd Schneider su Mercedes vince davanti ad altre quattro vetture della Casa di Stoccarda, mentre la prima delle Alfa Romeo è quella di Giorgio Francia, classificatosi al sesto posto.
In gara-2 la Mercedes di Schneider scappa subito via verso la vittoria distanziando tutti gli altri concorrenti, incapaci di reggerne il ritmo, mentre Larini è il più abile nel recuperare posizioni fino al secondo posto finale; Danner e Nannini devono invece ancora accontentarsi di posizioni di rincalzo come in gara-1, conquistando rispettivamente il sesto e l'ottavo posto.

### Nürburgring (Circuito Grand Prix) - 02/05/1993

Il tracciato "Grand Prix" del Nürburgring

Prima pole Mercedes al Nürburgring Gp-Strecke, sul tracciato inaugurato una decina di anni prima, con Schneider marcato da vicino da Larini. Prima Nannini e poi Danner si autoescludono dalla lotta per le posizioni di testa con due errori alla prima e all'ultima curva del circuito Grand Prix. A metà gara Larini infila Schneider alla prima curva cogliendo una prima posizione che porterà fin sotto la bandiera scacchi davanti al pilota tedesco e a Ludwig. Danner rimonta fino al sesto posto, mentre Francia e Nannini chiudono nono e decimo.
Larini conduce anche in gara-2 su Schneider e Danner che andrà presto in difficoltà di motore e si ritirerà come il compagno di squadra Francia. Nannini dà spettacolo lottando sportello contro sportello con le Mercedes di Thiim e Van Ommen. Anche Larini ha problemi e prima di ritirarsi viene infilato da Ludwig e Schneider che arrivano al traguardo nell'ordine precedendo Asch e Nannini con l'unica 155 V6 TI giunta al traguardo.

### Wunstorf - 16/05/1993

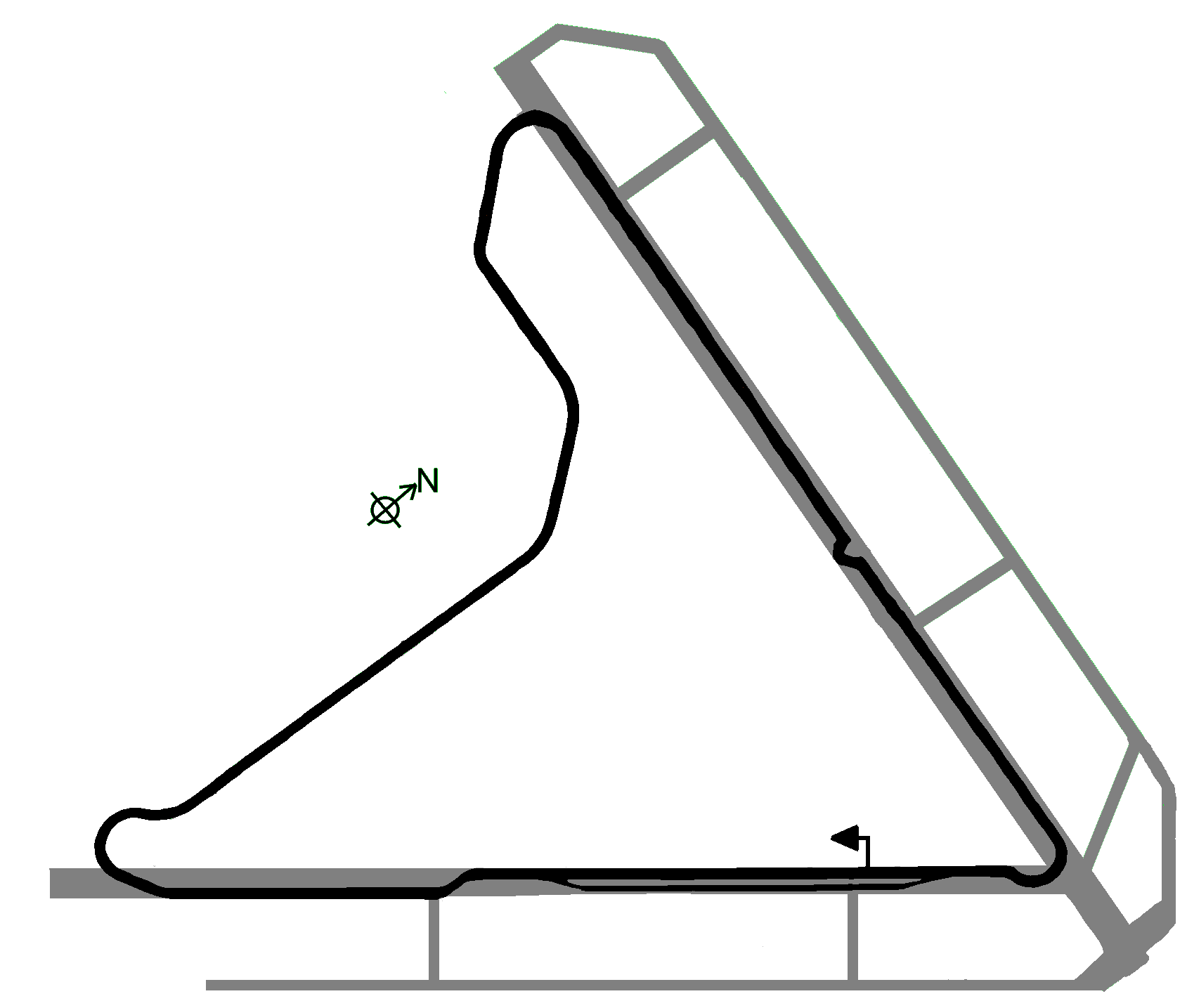
Il tracciato di Wunstorf

Per il quarto appuntamento della stagione si arriva a Wunstorf, circuito ricavato da un ex-aeroporto, con Larini che parte dalla pole position. Il pilota toscano mantiene la prima posizione al via, ma ne perde un paio nei primi giri di gara e le riconquista successivamente ai danni di Thiim e Asch, pressati da vicino da Nannini, giunto alle loro spalle dopo essere partito dal sesto posto in griglia. Quando riesce a conquistare la seconda posizione, il compagno di squadra Larini è ormai troppo lontano per ricongiungersi al battistrada e nonostante un ultimo disperato recupero i due chiudono nell'ordine seguiti da Kurt Thiim e Danner.
Alla partenza della seconda gara Larini resiste al comando mentre Nannini scivola quinto ed costretto a fermarsi ai box dopo un contatto. Van Ommen si ritira e poco dopo lo spettacolare ma incruento incidente della BMW M3 di Lenk costringe gli organizzatori alla sospensione della gara all'ottavo giro poiché nell'urto le barriere di protezione a bordo pista hanno ceduto e devono essere ripristinate. Alla ripartenza della gara Larini si ritira subito e sono gli altri alfisti Francia e Danner a dare spettacolo con grandi sorpassi. Francia taglia il traguardo davanti a tutti, ma è Thiim che vince la manche grazie alla classifica stilata per somma di tempi fra i due spezzoni di gara; c'è gloria anche per l'italiano che, grazie alla seconda parte di gara corsa all'attacco, riesce a salire sul podio al secondo posto davanti a Ludwig, mentre il suo compagno di squadra alla fine è quinto.

### Nürburgring (Nordschleife) - 10/06/1993

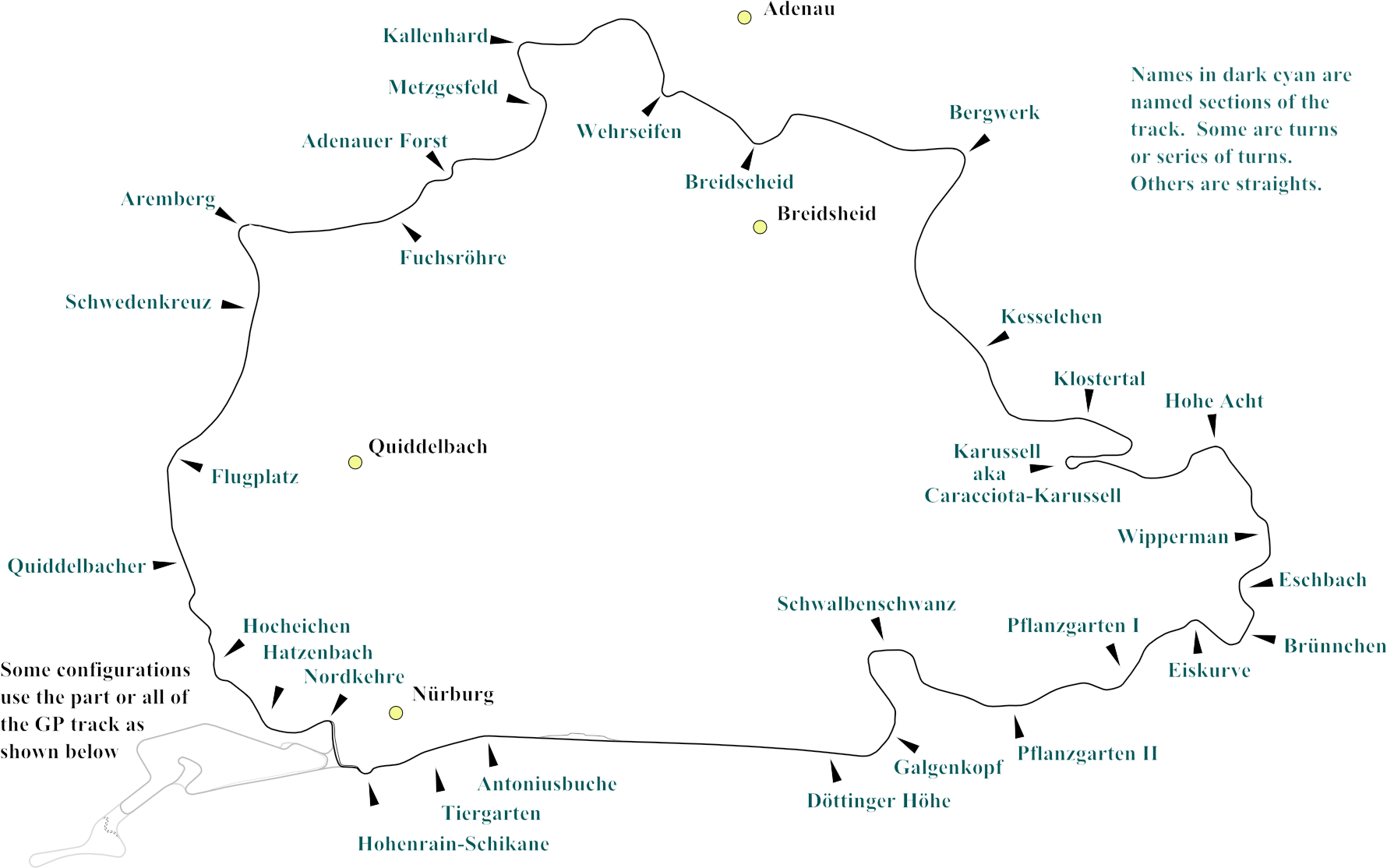
Il tracciato "Nordschleife" del Nürburgring

Teatro del giro di boa del campionato è lo storico tracciato del Nürburgring Nordschleife da 25 km. La difficoltà di ricordare tutte le curve di un circuito così lungo non impedisce a Larini di ottenere un ottimo secondo tempo in qualifica alle spalle del poleman, il più esperto Van Ommen. Al via della prima gara Larini è più lesto e guadagna il comando. Sui lunghi rettilinei uno spettacolo aggiuntivo è dato dalle vetture che si sollevano da terra in corrispondenza degli scollinamenti. Il pilota dell'Alfa prende subito un margine sugli avversari e grazie a una guida al limite della perfezione e a una vettura ottimamente bilanciata e versatile in ogni condizione che il tracciato propone, aumenta il vantaggio fino al traguardo che taglia con quasi 4 secondi di margine su Ludwig e Van Ommen, Nannini è quarto, Danner e Francia sesto e ottavo.
La seconda gara sul celeberrimo e impegnativo circuito del 'Ring, parte come la prima, con Larini in testa e Danner che cerca di recuperare con una guida al limite non priva di rischi finché sul rettilineo più lungo del tracciato, favorito dall'effetto scia, sorpassa entrambe le Mercedes di Ludwig e Van Ommen e si insedia al secondo posto. Nannini supera Van Ommen, che poi si ritira, e conquista così il quarto posto. Si registrano anche le uscite di pista di Ellen Lohr (Mercedes) che oltrepassa il guard-rail e Bervid (BMW) che sbatte contro le protezioni. Per l'Alfa gara-2 termina ancora meglio di gara-1 con l'arrivo in parata di Larini e Danner, Nannini quarto e Francia sesto. Giunti a metà campionato l'Alfa Romeo ha ottenuto 6 vittorie su 10 gare disputate e Larini comanda la classifica generale.

### Norisring - 27/06/1993

Il tracciato del Norisring

Due settimane dopo, il DTM riprende sul circuito cittadino del Norisring con la Mercedes di Thiim in pole position, mentre Larini parte in mezzo al gruppo. Le BMW di Severich e Gindorf si toccano e sono subito fuori, in testa va quindi Van Ommen seguito da Danner e dietro di loro un gruppo di Mercedes lotta per il terzo posto con Nannini che cerca di inserirsi, ma presto abbandonerà la lotta perché costretto al ritiro. Larini intanto risale fino al sesto posto e ora è lui a tallonare il gruppetto di Mercedes, una delle quali, quella di Asch, ne tentativo di difendere la propria posizione arriva lunga alla staccata della prima curva e viene infilata da tutti. Poi Larini con due sorpassi ai danni della altre due guadagna la terza posizione e si getta alla caccia dei due fuggitivi. Raggiunge e sorpassa Danner e dopo qualche tentativo riesce ad infilare anche Van Ommen. Si chiude con la vittoria di Larini su Van Ommen e Danner con Francia al quarto posto.
Nella seconda manche Larini scappa subito, mentre alle sue spalle infuria la battaglia per il secondo posto, nella quale arriva anche la Mercedes di Asch che, risalita a suon di sorpassi, infila Danner e conquista il secondo posto. Nel frattempo Ludwig manda Francia in testacoda relegandolo in ottava posizione. All'arrivo Larini vince su Asch, Danner, Van Ommen, Ludwig.

### Donington - 18/07/1993
A Donington si svolge una gara esibizione non valida per il campionato. Alfa velocissime in prova con Danner in pole che otterrà la vittoria davanti a Thiim e Larini risalito da metà schieramento mentre Nannini è ancora costretto al ritiro e non ripartirà nella seconda manche dove un Larini deciso conquista la vittoria davanti a Danner e Schneider.

### Diepholz - 08/08/1993

Il tracciato di Diepholz

Il campionato riprende a Diepholz, un altro circuito ricavato da un aeroporto, dove Schneider domina in prova e alla prima curva costringe Larini ad andare lungo nel tentativo di sorpasso: il pilota italiano chiuderà decimo. Nannini si ritira dopo una collisione con la BMW di Hahne e così in testa chiudono cinque Mercedes con Asch vincitore su Schneider; Le migliori Alfa Romeo sono quella di Francia e Danner, sesta e settima al traguardo.
In gara-2 l'Alfa si prende la rivincita sulla Mercedes con la vittoria in rimonta di Larini su Ludwig e Francia. Danner si ritira dopo un incidente con l'Alfa 155 D2 (rispondente al regolamento Superturismo) indipendente di Gianni Giudici.

### Alemannenring - 29/08/1993

Tracciato dell'Alemannenring

L'ottava prova si svolge a Singen, sul tracciato cittadino dell'Alemannenring: Larini in pole position si tocca in partenza con Van Ommen, che ha la peggio e si ritira. Nelle retrovie ritiro per Becker (BMW), lungo di Asch (Mercedes) e testacoda per Ellen Lohr (Mercedes). Schneider segue Larini senza mai riuscire a impensierirlo, i due chiudono al primo e secondo posto seguiti da Nannini, che ritorna sul podio dopo una serie di ritiri, e Danner. Francia è sesto.
Nella seconda gara, Ludwig si ritira subito nella stessa curva di Van Ommen e rimane il solo Schneider contro le Alfa nel gruppetto di testa. Il tedesco sfrutta un'indecisione di Larini nel doppiaggio di una BMW privata e dopo un duello lungo tre curve infila l'alfista in testa fino a quel momento. Larini non è veloce come nella prima manche e fa da tappo a Francia e Danner alle sue spalle. Si chiude con queste posizioni e con Nannini costretto ancora al ritiro.

### AVUS - 12/09/1993

Il tracciato dell'AVUS

Il 12 settembre si corre a Berlino, sul circuito cittadino dell'AVUS, dove Larini può già chiudere matematicamente i conti per la conquista del titolo. Dalla pole scatta il compagno di squadra Nannini, le quattro Alfa sono nei primi otto posti in griglia. Al via sotto la pioggia Nannini tiene la testa e nei primi giri Danner passa Schneider e Larini è aggressivo alle spalle di Van Ommen. Con la pista che va asciugandosi le Mercedes sono più leste a cambiare le gomme e balzano in testa con la coppia Asch-Ludwig che chiudono in testa seguiti da Schneider e dalle Alfa di Danner, Nannini e Larini, che già dopo la prima manche diventa matematicamente irraggiungibile in campionato per gli avversari. La gioia al box Alfa è enorme e giustificata per un progetto nuovo, appena nato, in cui Fiat credeva molto e per il quale aveva disimpegnato ufficialmente Lancia dai rally. Giorgio Pianta e il motorista Pino D'Agostino abbracciano Larini in trionfo, ma rimane da conquistare il campionato costruttori.
Al secondo via, ad eccezione di Danner, le 155 rimangono indietro con Nannini presto ritirato e Danner che si tocca duro prima con una BMW e poi con Ludwig, ma riesce a continuare l'inseguimento ad Asch e Van Ommen; passa quest'ultimo portandosi dietro anche Larini e va alla caccia di Asch in fuga dall'inizio, ma c'è tempo solo per raggiungerlo prima che la bandiera a scacchi cali sul traguardo. I primi cinque sono: Asch, Danner, Larini, Thiim e Francia.

### Hockenheim (Circuito Grand Prix) - 19/09/1993

Il tracciato "Grand Prix" di Hockenheim (fino al 2001)

Come da tradizione la stagione si chiude ad Hockenheim, sul circuito usato dalla Formula 1, tracciato composto da lunghi rettilinei raccordati da tre chicane e da una zona misto-veloce che precede il traguardo. La Opel rientra in forma ufficiale facendo esordire la nuova Calibra V6 a trazione integrale guidato dall'ex campione del mondo di F1 Keke Rosberg. In prova Thiim, come spesso nel corso della stagione, conquista la pole e scatta in testa e Nannini lo marca stretto fino al sorpasso. Dopo qualche giro alla staccata della seconda chicane, passa anche Francia che guadagna il secondo posto. L'ottimo Cx della 155 permette a Larini di raggiungere velocità di punta ottime che lo aiutano a risalire dal centro del gruppo fino al quarto posto finale. Nel frattempo si ritirano per guasti tecnici Schneider, Ellen Lohr e Reuter con la seconda Opel Calibra e il duo Danner - Van Ommen dopo un contatto alla prima staccata. Nannini proprio nell'ultimo appuntamento ottiene la prima vittoria nel DTM davanti a Francia, Thiim e Larini, Rosberg chiude settimo all'esordio con la Opel.
Il via di gara-2 vede subito tre Alfa al comando e Ludwig in difficoltà sui cordoli di una variante. Nei primi giri Larini infila Francia all'ingresso della zona misto-veloce e si mette nella scia di Nannini. Le Mercedes sembrano non digerire i cordoli delle varianti sui quali le vetture di Stoccarda hanno la tendenza ad alzarsi sulle due ruote esterne. A due giri dall'arrivo Larini è bloccato da un guasto alla sua vettura proprio sul rettilineo del traguardo. Nannini fa doppietta con Francia in seconda posizione davanti ad Asch (che giungerà secondo in campionato), Thiim e Danner.
Grazie alle dodici vittorie ottenute e ai numerosi podi e piazzamenti ottenuti dai piloti Alfa Romeo con la 155 V6 TI anche il titolo costruttori del DTM prende la via di Arese.

## Classifica finale
| Pos | Pilota             | Vettura                           | Punti |
| --- | ------------------ | --------------------------------- | ----- |
| 1   | Nicola Larini      | Alfa Romeo (Alfa Romeo 155 V6 TI) | 261   |
| 2   | Roland Asch        | Mercedes-AMG (Mercedes-Benz 190E) | 204   |
| 3   | Bernd Schneider    | Mercedes-AMG (Mercedes-Benz 190E) | 172   |
| 4   | Klaus Ludwig       | Mercedes-AMG                      | 171   |
| 5   | Christian Danner   | Alfa Romeo                        | 156   |
| 6   | Kurt Thiim         | Mercedes-AMG                      | 138   |
| 7   | Giorgio Francia    | Alfa Romeo                        | 127   |
| 8   | Alessandro Nannini | Alfa Romeo                        | 121   |
| 9   | Jörg van Ommen     | Mercedes-AMG                      | 80    |
| 10  | Ellen Lohr         | Mercedes-AMG                      | 41    |